# Lebensfaden
Der Lebensfaden ist in der griechischen und römischen Mythologie Symbol für das menschliche Leben. Er wird von den drei Moiren bzw. Parzen gesponnen. In der Ilias des Homer werden sie daher auch als Kataklothes (Κατακλῶθες „Zuspinnerinnen“) bezeichnet. So legen sie nicht nur die Länge des menschlichen Lebens fest, sondern auch dessen Beschaffenheit. Glück und Unglück teilen sie so den Menschen zu. Das Motiv wird später ähnlich in der Edda von den Nornen übernommen, welche das Schicksal der Menschen jedoch durch Loswurf bestimmen.